# Angiopteris subcuspidata
Angiopteris subcuspidata là một loài dương xỉ trong họ Marattiaceae. Loài này được Rosenst. mô tả khoa học đầu tiên năm 1917.